# 3982 Kastelʹ
3982 Kastelʹ eller 1984 JP1 är en asteroid i huvudbältet som upptäcktes den 2 maj 1984 av den rysk-sovjetiska astronomen Ljudmila Karatjkina vid Krims astrofysiska observatorium på Krim. Den är uppkallad efter den ryska astronomen Galina Kastelʹ.
Asteroiden har en diameter på ungefär sex kilometer och tillhör asteroidgruppen Flora.